# Amalie Münster
Amalie Münster (Dinamarca, 31 de outubro de 1767 — Dinamarca, 3 de setembro de 1814) foi uma tradutora e poetisa dinamarquesa.